# 틀락스칼란
틀락스칼란(나와틀어: Tlaxcallān [tɬaʃ.ˈká.lːaːn̥])은 오늘날의 멕시코 중부에 위치했던 알테페틀(민족적 도시국가)이다. 틀락스칼란의 거주민족을 틀락스칼텍이라 했다. 스페인의 아스텍 정복 당시 틀락스칼란은 스페인 정복자들과 동맹하여 아스텍을 공격했고 아스텍의 멸망에 크게 일조했다.
틀락스칼텍은 고전후 시대 말기에 멕시코 중부에 도달해 멕시코 계곡의 텍스코코 근처에 처음 정착했다. 몇 년 후 멕시코 계곡에서 쫓겨나 동쪽으로 향했고 그 과정에서 세 개의 집단으로 흩어졌다. 한 집단은 북쪽으로 향해서 오늘날의 이달고주로 갔고 다른 한 집단은 텍스코코 주변에 머물렀으며 마지막 한 집단이 오늘날의 틀락스칼라 계곡에 도달해 쿨우아테쿠틀리 쿠아넥스의 영도 하에 테페틱팍을 세웠다.
이후 틀락스칼텍 국가는 팽창을 시도하여 오코텔룰코와 티자틀란을 개척했다. 그리고 멕시코 계곡에 남았던 틀락스칼텍들이 네 번째 틀락스칼텍 도시국가인 퀴아우이스틀란을 세웠다.
고대 틀락스칼란은 50-200 명의 공직자들로 이루어진 평의회가 통치하는 공화국이었으며, 이 평의원 공직자를 테욱틀리(teuctli), 복수형은 테테욱틴(teteuctin)이라고 했다(Fargher et al. 2010). 테테욱틴은 국가에 봉사함으로써 그 자리를 얻을 수 있었는데, 여기서 봉사란 대개 전쟁을 의미했다. 필리(pilli, 귀족)와 마케우알리(macehualli, 평민) 모두 공적을 세우면 테욱틀리가 될 수 있었다.
틀락스칼란은 근처의 아스텍 제국에게 완전히 정복당하지 않았다. 아스텍은 대신 틀락스칼란을 소위 꽃 전쟁이라 불리는 인신공양 제물 조달용 전쟁 대상으로 삼았다.
틀락스칼란은 스페인인들과 연합해 아스텍을 멸망시켰고, 스페인 식민 치하 멕시코에서 상당한 자치를 누릴 수 있었다. 원주민 문화를 보존할 수 있었고 그 도시와 거주민들은 스페인 정복에 뒤따른 거대한 파괴를 피해갈 수 있었다.
정복자 베르날 디아스 델 카스티요의 수기에서는 스페인군과 틀락스칼텍의 첫 접촉 때 있었던 전투가 예상외로 어려웠으며, 시코텐카틀 1세와 막식스카틀이 전쟁 지도자 시코텐카틀 2세를 설득하여 전투를 중단시키지 않았다면 정복자들이 다 죽을 수도 있었다고 기록했다. 시코텐카틀 2세는 나중에 테노치티틀란 공방전 때 탈영하려 했다가 붙잡혀 틀락스칼란 공화국 평의회에게 유죄를 선고받고 1521년 4월 코르테스가 보는 앞에서 교수형에 처해졌다.
틀락스칼텍은 아스텍에게 피지배 민족으로 핍박받아왔기에 아스텍에 대한 복수심에 차 있었고 스페인의 충실한 우군이 되었다. 스페인인들이 테노치티틀란에서 일시 축출되었을 때(눈물의 밤)도 틀락스칼란은 스페인인들에 대한 지지를 거두지 않았다. 스페인의 과테말라 정복에 참여해 돕기도 했다.:140–188
스페인의 멕시코 정복이 완료된 이후 틀락스칼란은 이전의 4개 알테페틀을 그대로 계승한 4개의 유럽식 봉건영지(세뇨리오스)로 재편되었다. 이때 4대 가문 또는 혈통이라는 것이 출현해 각 영지에 대한 권리를 주장하며 그 주장을 뒷받침하기 위해 족보를 조작하기도 했다(Gibson 1952).
이후 누에바에스파냐 식민지에서 틀락스칼텍은 다른 원주민들보다 높은 대우를 받았지만, 그럼에도 인구는 계속 줄어들어 1519년에는 30만 명이던 인구가 한 세기 뒤 1625년에는 700명으로 급감했다. 유럽에서 옮겨온 전염병, 이주 및 이민, 멕시코 계곡 관개를 위한 노치스통고 운하 건설에 동원된 것 등이 원인으로 지목된다.

## 같이 보기
- 틀락스칼라주

## 참고 문헌
- Diego Muñoz Camargo's History of Tlaxcala (Lienzo de Tlaxcala), written in or before 1585, is an illustrated codex describing the conquest of Mexico. It was painted by Tlaxcalteca artists under Spanish supervision.
- Crónica Mexicayotl was written by Fernando Alvarado Tezozomoc, in Nahuatl and Spanish, in the last decades of the 16th century.
- Alvarado Tezozomoc, Fernando (1944). Crónica Mexicana. Mexico: Manuel Orozco y Berra, Leyenda.
- Fargher, Lane F., Richard E. Blanton and Verenice Y. Heredia Espinoza (2010). Egalitarian Ideology and Political Power in Prehispanic Central Mexico: The Case of Tlaxcallan. "Latin American Antiquity," 21(3):227-251.
- Gibson, Charles (1952). Tlaxcala in the Sixteenth Century. New Haven: Yale University Press.
- Hassig, Ross (2001). "Xicotencatl: rethinking an indigenous Mexican hero", Estudios de Cultura Nahuatl, UNAM.
- Hicks, Frederic (2009). Land and Succession in the Indigenous Noble Houses of Sixteenth-Century Tlaxcala. Ethnohistory, 56:4, 569–588.
- Muñoz Camargo, Diego (1982) [1892]. Historia de Tlaxcala. Alfredo Chavero. México.
- Restall, Matthew; Florine Asselbergs (2007). Invading Guatemala: Spanish, Nahua, and Maya Accounts of the Conquest Wars. University Park, Pennsylvania, USA: Pennsylvania State University Press. ISBN 978-0-271-02758-6. OCLC 165478850.